# Benincasa hispida
"Calabaza china", "calabaza blanca", "calabaza de la cera", redirigen aquí. Quizás esté buscando: calabacita china, o formas de Cucurbita ficifolia de cáscara blanca. Otros usos de estos términos en Calabaza.

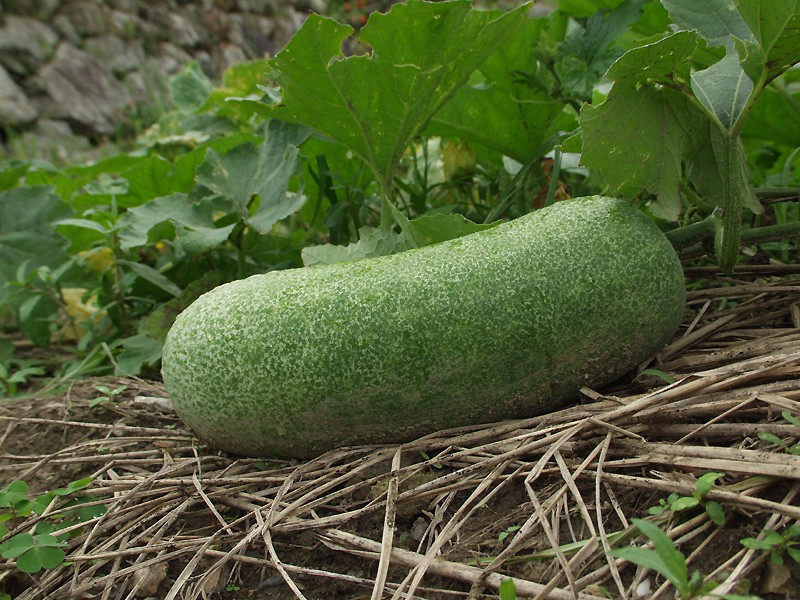
Fruto inmaduro

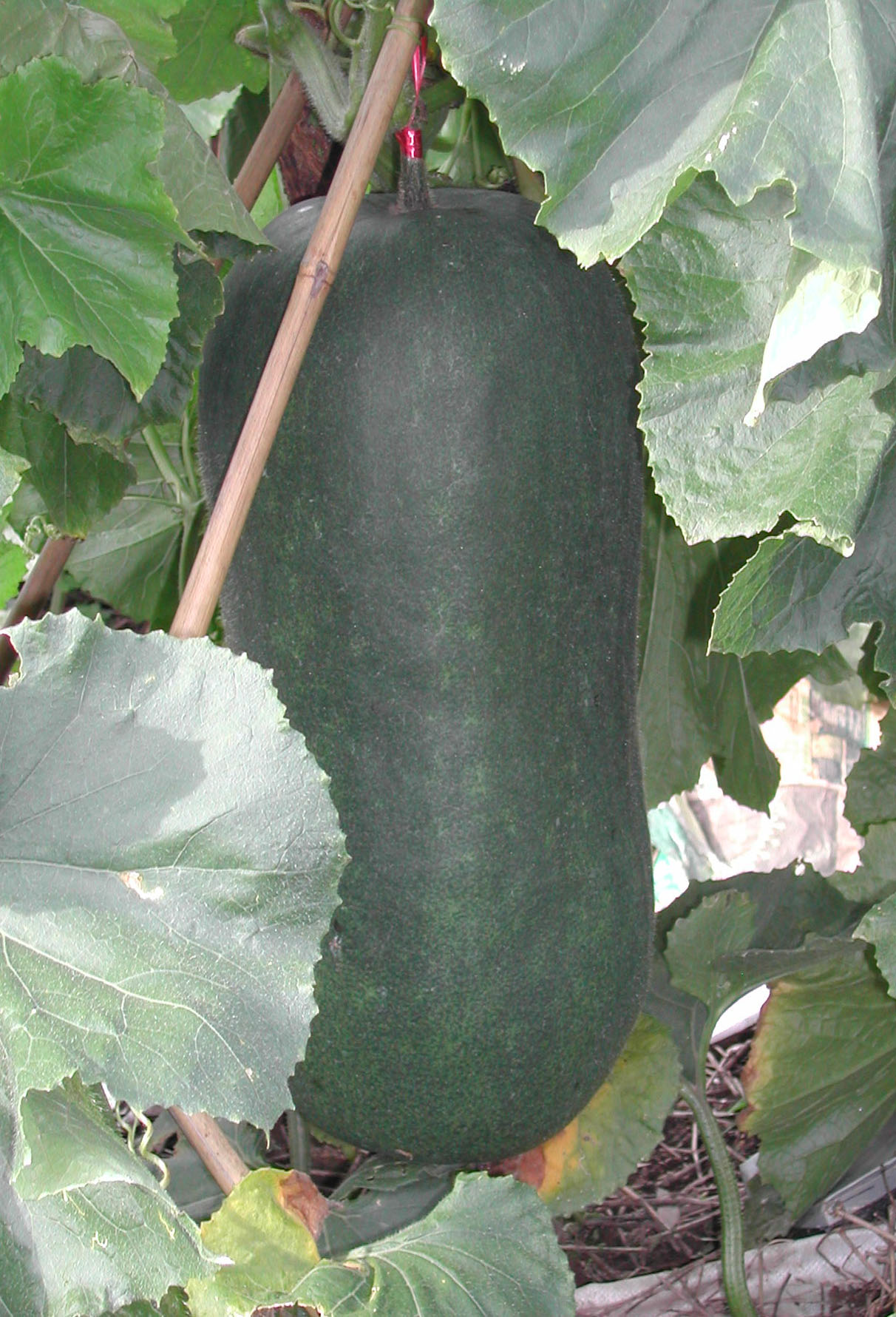
Fruto inmaduro

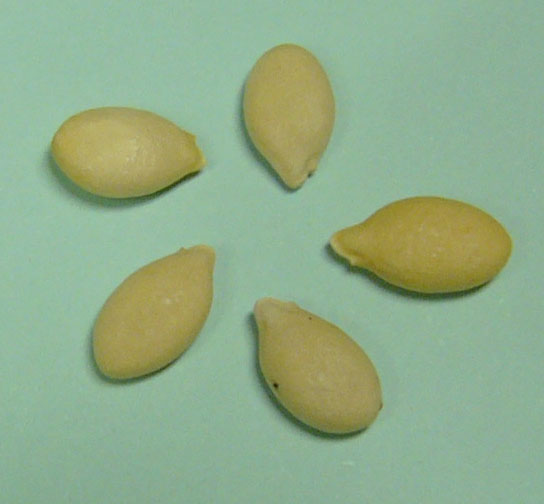
Semillas

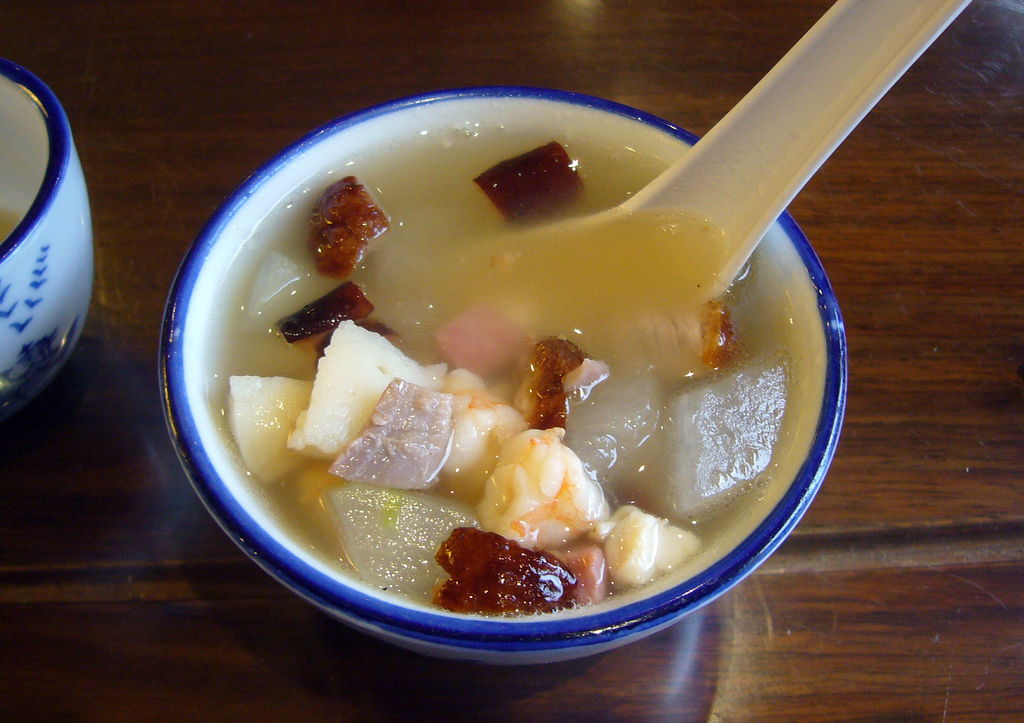
Sopa china de calabaza blanca.

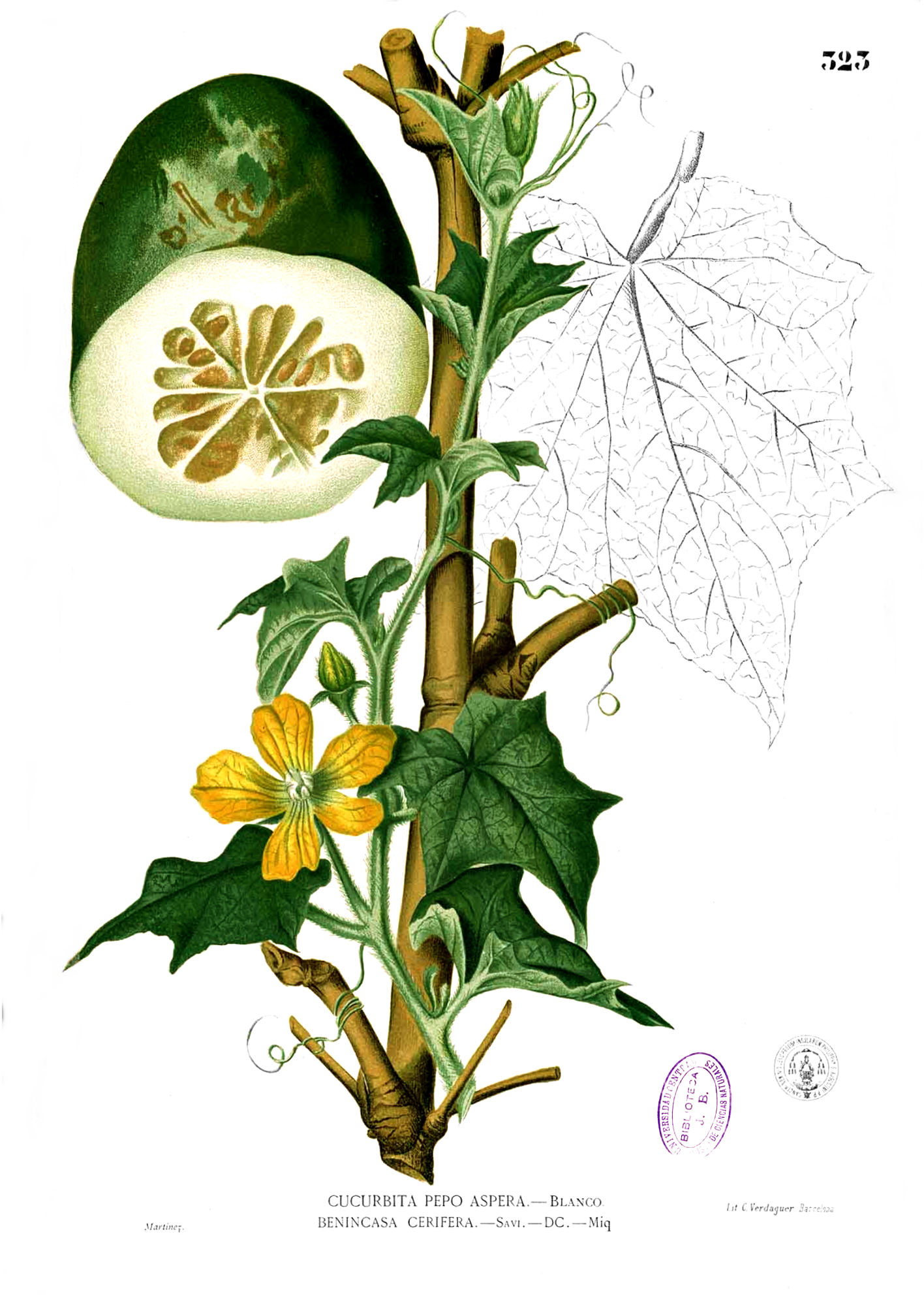
Ilustración

La calabaza china, calabaza blanca, calabaza de la cera (nombre científico Benincasa hispida) es una especie de la familia de las cucurbitáceas cultivada en China y alrededores, de la que no se conocen representantes silvestres. Es la única especie del género monotípico Benincasa.

## Descripción
Son plantas herbáceas, anuales, trepadoras. Tallos anguloso-sulcados, densamente vellosos, el indumento de color pardo obscuro. Hojas de 6-20 cm y casi igual o poco más de ancho, anchamente ovado-cordatas a orbicular-reniformes, subcoriáceas, 5-7-anguloso-lobadas, la base cordata, los márgenes dentados, el ápice agudo a acumiado, el haz peloso a híspido-escabroso, el envés híspido-setuloso especialmente sobre las venas; pecíolos 3-20 cm, sulcados, velloso-híspidos. Zarcillos 2-3 partidos, hispidulosos. Flores estaminadas, axilares; pedicelos 4-15 cm, vellosos, bracteada en la base, la bráctea 5-18 mm, obovado-oblonga; hipanto 5-8 mm y poco más de ancho en el limbo, pelosos o velloso, glabrescente; sépalos 5, 5-16 × 1.5 mm, reflexos, esparcidamente puberulentos a glabros; corola de color amarillo brillante, con venas longitudinales verdes, 5-dividida casi hasta la base, los pétalos 2-4 × 1.5-2 cm, obovados, esparcidamente pelosos. Flores pistiladas en diferente axila que las estaminadas; pedicelos 1-6 cm, robustos, vellosos; ovario globoso a elíptico o cilíndrico, densamente velloso. Frutos 25-35 (tal vez más) × 15-25 cm, subglobosos a cilíndricos o elípticos, cuando jóvenes híspidos y de color verde, al madurar tornándose glabros, blanquecinos o amarillentos y usualmente cubiertos por una delgada capa crosa; mesocarpio de color blanco; pedúnculo 5-6 cm, ligeramente expandido hacia arriba; semillas 8-14 × 5-8 mm, ovadas, pardusco-rojizo pálido, la testa lisa o muy finamente granulosa.

## Usos

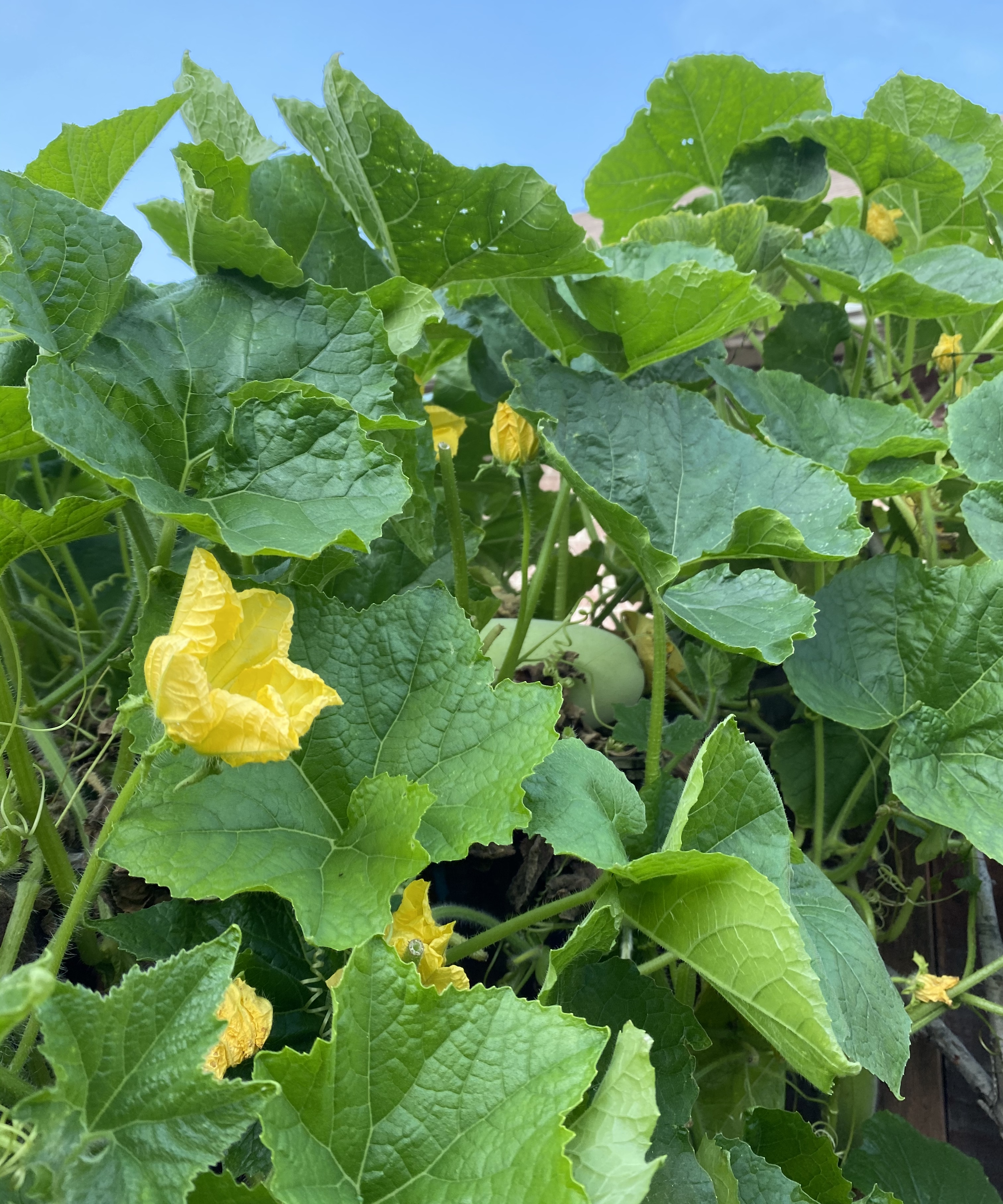
Planta de la calabaza china.

Su hábito es una planta de guía que se desarrolla durante el verano, secándose con los frutos maduros en el otoño. El fruto, que al madurar tiene un aspecto blanco debido a las ceras que lo recubren, posee una cáscara resistente que le permite conservarse hasta 1 año, y es uno de los vegetales que más se consumen durante el invierno en China, que posee una marcada estacionalidad y poca oferta de alimentación en invierno.
Benincasa hispida se cosecha cuando está totalmente madura y puede comerse cocida, preparadas de diversas maneras, o como sopa gratinada, agridulce. También se utilizan en productos de confitería.
Los frutos jóvenes, verdes, se pueden comer crudos como el pepino. También se conservan en vinagre. Las semillas se comen asadas en Asia.
En la medicina Ayurveda se usan para aumentar el apetito.

## Taxonomía
El género fue descrito por Thunb. Cogn. y publicado en Monographiae Phanerogamarum 3: 513. 1881.
Sinonimia
- Benincasa cerifera Savi
- Benincasa cylindrica Ser.
- Benincasa pruriens (Parkinson) W.J.de Wilde & Duyfjes
- Benincasa vacua (F.Muell.) F.Muell.
- Cucurbita alba Roxb. ex Wight & Arn.
- Cucurbita farinosa Blume
- Cucurbita hispida Thunb.
- Cucurbita littoralis Hassk.
- Cucurbita pruriens Parkinson
- Cucurbita pruriens Seem.
- Cucurbita vacua F.Muell.
- Cucurbita villosa Blume
- Gymnopetalum septemlobum Miq.
- Lagenaria dasystemon Miq.
- Lagenaria leucantha var. clavata Makino
- Lagenaria leucantha var. hispida (Thunb.) Nakai
- Lagenaria siceraria var. hispida (Thunb.) H.Hara
- Lagenaria vulgaris var. hispida (Thunb.) Nakai